# Alassane Ouédraogo
Alassane Ouédraogo, né le 7 septembre 1980 à Boussouma, est un joueur de football burkinabè qui évolue comme milieu offensif. Il est le père du footballeur allemand, Forzan Asan Ouédraogo.

## Carrière

### En club
Après avoir ses classes au Santos FC, un club de la capitale Ouagadougou, Alassane Ouédraogo est transféré à 16 ans au Sporting de Charleroi, un club belge, où ses bonnes performances lui valent d'être appelé en équipe nationale du Burkina Faso. 
En 2000, il quitte la Belgique pour l'Allemagne et le club du 1. FC Cologne, qui vient de remonter en Bundesliga. Il ne parvient pas à s'imposer dans l'effectif allemand, et après trois saisons, il est transféré au Rot-Weiss Oberhausen, en 2. Bundesliga. Il y joue deux saisons comme titulaire, avant de partir pour le TuS Coblence, en Regionalliga Sud, qui est à l'époque l'équivalent d'une 3e division. Il y reste quatre saisons mais se blesse souvent et ne joue que vingt-cinq matches.
En 2009, il recule d'un niveau et part pour le RW Essen, en Regionalliga, devenu 4e niveau national à la suite de la réforme des compétitions. Après une saison sans but, il recule à nouveau en 2010, et signe au Fortuna Cologne, en Oberliga (5e division).

### Équipe nationale
De 1998 à 2007, Alassane Ouédraogo joue 62 fois en équipe nationale du Burkina Faso, et inscrit trois buts. Il participe à trois Coupes d'Afrique des nations, dont l'édition 1998 qui a lieu au Burkina Faso, lors de laquelle les Burkinabés se classent quatrièmes.